# Älmten (Fagerhults socken, Småland)
Älmten är en sjö i Högsby kommun i Småland och ingår i Emåns huvudavrinningsområde. Sjön är 6,5 meter djup, har en yta på 0,539 kvadratkilometer och befinner sig 164,9 meter över havet. Sjön avvattnas av vattendraget Nötån.

## Delavrinningsområde
Älmten ingår i det delavrinningsområde (633616-149422) som SMHI kallar för Utloppet av Älmten. Medelhöjden är 183 meter över havet och ytan är 24,29 kvadratkilometer. Det finns ett avrinningsområde uppströms, och räknas det in blir den ackumulerade arean 46,25 kvadratkilometer. Nötån som avvattnar avrinningsområdet har biflödesordning 2, vilket innebär att vattnet flödar genom totalt 2 vattendrag innan det når havet efter 85 kilometer. Avrinningsområdet består mestadels av skog (82 %). Avrinningsområdet har 0,54 kvadratkilometer vattenytor vilket ger det en sjöprocent på 2,2 %. Bebyggelsen i området täcker en yta av 0,76 kvadratkilometer eller 3 % av avrinningsområdet.